# Australiceras
Australiceras – rodzaj głowonogów z podgromady amonitów.
Żył w okresie kredy (apt).